# Gelsenkirchen
Gelsenkirchen – miasto na prawach powiatu położone w zachodniej części Niemiec, w kraju związkowym Nadrenia Północna-Westfalia, w rejencji Münster, w Zagłębiu Ruhry (niem. Ruhrgebiet). Siedziba klubu piłkarskiego FC Schalke 04.

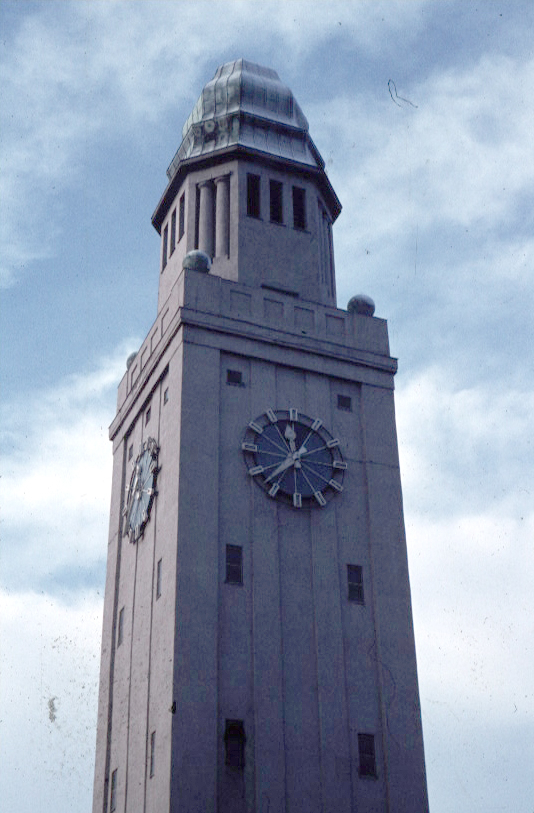
Wieża ratuszowa

## Polityka
- Nadburmistrz: Frank Baranowski (SPD)
- Rada miejska (2014):
  - SPD: 34 radnych
  - CDU: 14 radnych
  - Zieloni: 4 radnych
  - FDP: 1 radnych
  - Inne partie i inicjatywy: 14 radnych

## Transport
Przez miasto lub w jego pobliżu przebiegają autostrady: A2, A40, A42 i A52 oraz drogi krajowe: B224, B226 i B227. Gelsenkirchen jest połączone z Renem poprzez kanał Ren-Herne (niem. Rhein-Herne-Kanal) i ma port rzeczny.
W mieście znajdują się stacje kolejowe: Gelsenkirchen Hauptbahnhof, Gelsenkirchen-Buer Nord, Gelsenkirchen-Buer Süd, Gelsenkirchen Zoo.

## Sport
Pochodzący z Mazur piłkarze Ernst Kuzorra i Fritz Szepan mają swoje ulice w mieście. Stadion w mieście to Veltins-Arena.

## Współpraca
Miejscowości partnerskie:
- Turcja: Büyükçekmece
- Brandenburgia: Chociebuż
- Wielka Brytania: Newcastle upon Tyne
- Polska: Olsztyn
- Rosja: Szachty
- Bośnia i Hercegowina: Zenica

## Osoby urodzone w Gelsenkirchen
- Michael Delura – niemiecki piłkarz polskiego pochodzenia
- Werner Mölders – niemiecki lotnik, as myśliwski okresu II wojny światowej
- Manuel Neuer – piłkarz Bayernu Monachium
- Mesut Özil – piłkarz Arsenalu
- Rüdiger Abramczik – niemiecki piłkarz[1]
- İlkay Gündoğan – piłkarz Manchester City F.C.